# Косми, Серсе
Серсе Косми  (итал. Serse Cosmi; 5 мая 1958, Понте-Сан-Джованни) — итальянский футбольный тренер.

## Карьера
В качестве футболиста Косми выступал на любительском уровне. Игру он совмещал с работой учителем в школе. Свою тренерскую карьеру он начал в 29 лет. Постепенно ему удалось пройти все низшие эшелоны итальянского футбола, и в 2000 году Косми возглавил «Перуджу». За время работы в Серии А «грифоны» побеждали в Кубке Интертото, а Косми подготовил для сборной Италии Марко Матерацци, Фабио Гроссо, Фабрицио Микколи и Фабио Ливерани.
Затем он работал с другими командами элиты, но менее успешно. В сезоне 2011/12 Косми принял главного аутсайдера турнира «Лечче» и едва не спас его от вылета. В 2013 году специалист рассматривался в качестве кандидата на пост наставника бразильского «Сантоса».
5 марта 2019 года назначен главным тренером клуба серии B «Венеция». 3 июля 2019 года «Венеция» пригласила на его место Алессио Дионизи.
4 января 2020 года назначен главным тренером клуба серии B «Перуджа». Контракт подписан до 30 июня 2020 года.
Серсе Косми отличается своим эксцентричным поведением на бровке поля. Для фарта он постоянно ходит на игру в кепке. По признанию самого тренера, в некоторых командах он показывал для команды порнофильмы, чтобы она лучше настраивалась на матчи.

## Увлечения
Косми страстный поклонник велогонок. Любовь к этому спорту передалась ему от отца. Также специалист является большим фанатом клубной музыки. В 2013 году он сыграл несколько сетов отборного хауса для посетителей известного ночного клуба Bananas&co. В 2009 году тренер сыграл заключенного в фильме Диего Пиччони «Мастер языков».

## Достижения

### Клубные
- Победитель Кубка Интертото (1): 2003.

### Личные
- Награда «Серебряная скамья» (1): 2000.